# Accidente ferroviario de Castelar de 2013

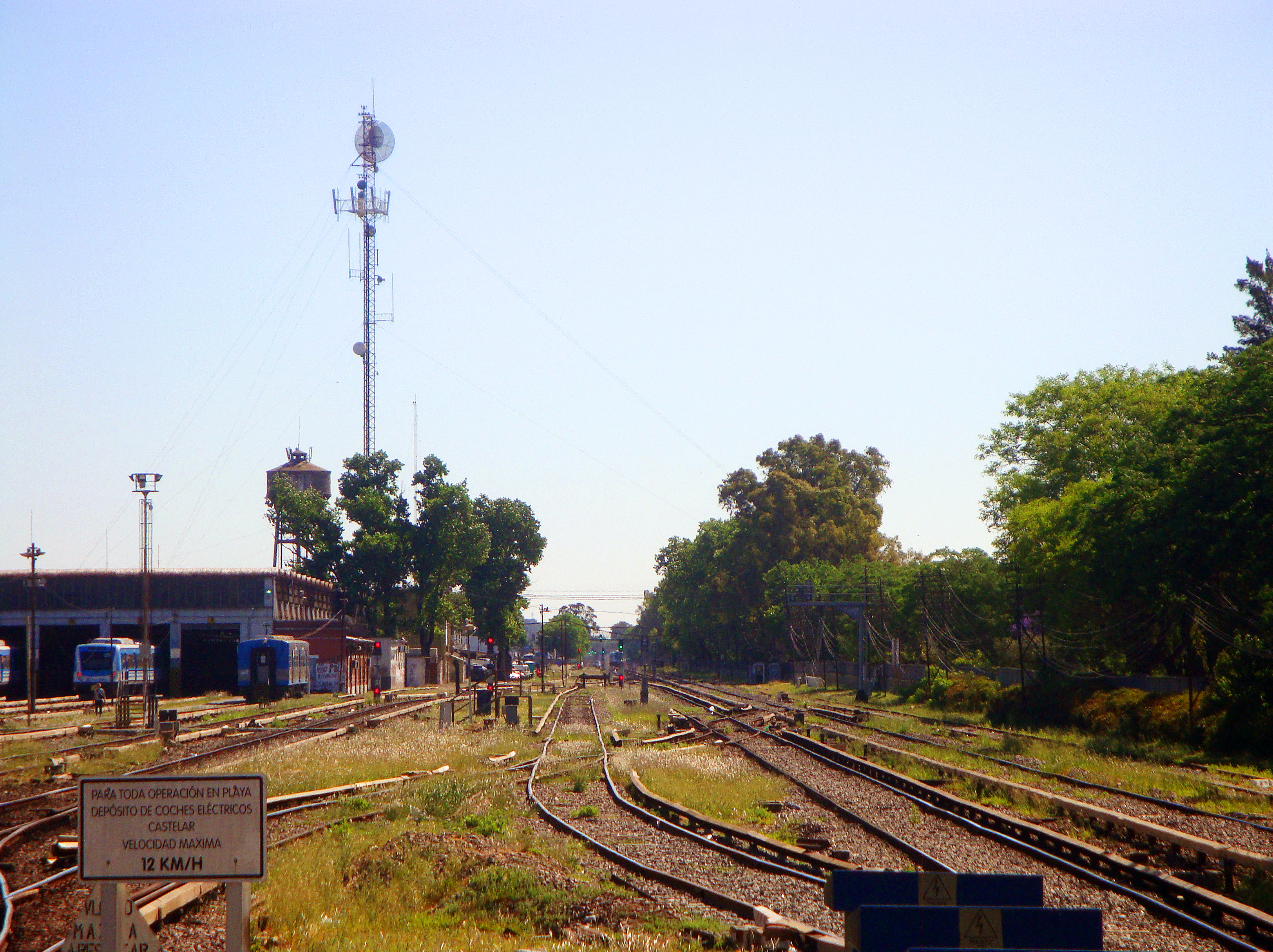
Imagen de un tramo de la Estación Castelar.

El accidente ferroviario de Castelar de 2013 fue un siniestro ocurrido el jueves 13 de junio de 2013 a las 07:07 a. m. en la ciudad de Castelar, partido de Morón, provincia de Buenos Aires, Argentina.
Se produjo cuando la formación 3725 chapa 19 de la línea Sarmiento de los ferrocarriles metropolitanos de Buenos Aires, se encontraba detenida entre las estaciones Morón y Castelar cuando la formación 3727 chapa 1 embistió de atrás a la formación que se encontraba detenida, resultando tres personas fallecidas y 315 heridas, que fueron derivadas a cinco centros de salud de la zona. En lugar a cargo de las operaciones de rescate trabajó el Grupo Especial de Rescate de la Policía Federal Argentina al mando del Comisario Angel F. Poidomani, que organizó las tareas en forma conjunta con los Bomberos Voluntarios del lugar, sistema sanitario local, SAME, además de grupos K9 Oficiales y de Bomberos Voluntarios.
Desde el primer momento el ministro del Interior y Transporte informó que se estaba trabajando para determinar si fue un siniestro o un accidente. La causa fue remitida al Juzgado Federal N°2 de Morón. Las 10 pericias revelaron que la formación que chocó en la estación de Castelar no tenía problemas de frenos. El maquinista López, el único acusado, fue imputado por el delito de estrago culposo agravado, "en lugar de detener el tren aceleró y en vez de quedarse se escapó". El juez Dalbón refirió cuestiones doctrinales para fundamentar que "el motorman realizó una serie de acciones antes y después del choque que muestran la intención de producir el hecho" pidió una pena de 11 años de prisión por el delito de estrago doloso para el maquinista, e investigar la responsabilidad que pudieron tener los delegados de la Fraternidad y de la Unión Ferroviaria.

## Contexto
La línea Sarmiento es una de las más populosas del AMBA, y como tal, posee una elevada frecuencia de servicios que la hace propensa a accidentes reiterados. La opinión pública ya estaba conmocionada por el accidente ferroviario de Flores de 2011; y en 2012 y 2013 se produjeron tres siniestros ferroviarios en la misma línea, todos causados por falta de frenado de los trenes. Dos de ellos se produjeron en la estación Once. El primer siniestro se produjo el 22 de febrero de 2012, provocando la muerte de 51 personas y lesiones a 702 personas. El segundo se produjo el 13 de junio de 2013, provocando la muerte de 3 personas y lesiones a 315 personas. El tercero se produjo el 19 de octubre de 2013, provocando lesiones a 105 personas.